# Église Notre-Dame de Châtillon-sur-Broué
L'église Notre-Dame de Châtillon-sur-Broué est une église française à Châtillon-sur-Broué, dans la Marne.

## Historique
Le corps de cette église à pans de bois date des deux premières décennies du XVIe siècle mais son clocher a été reconstruit en 1822.
C'est un monument historique inscrit en totalité depuis le 7 septembre 1977.

## Galerie

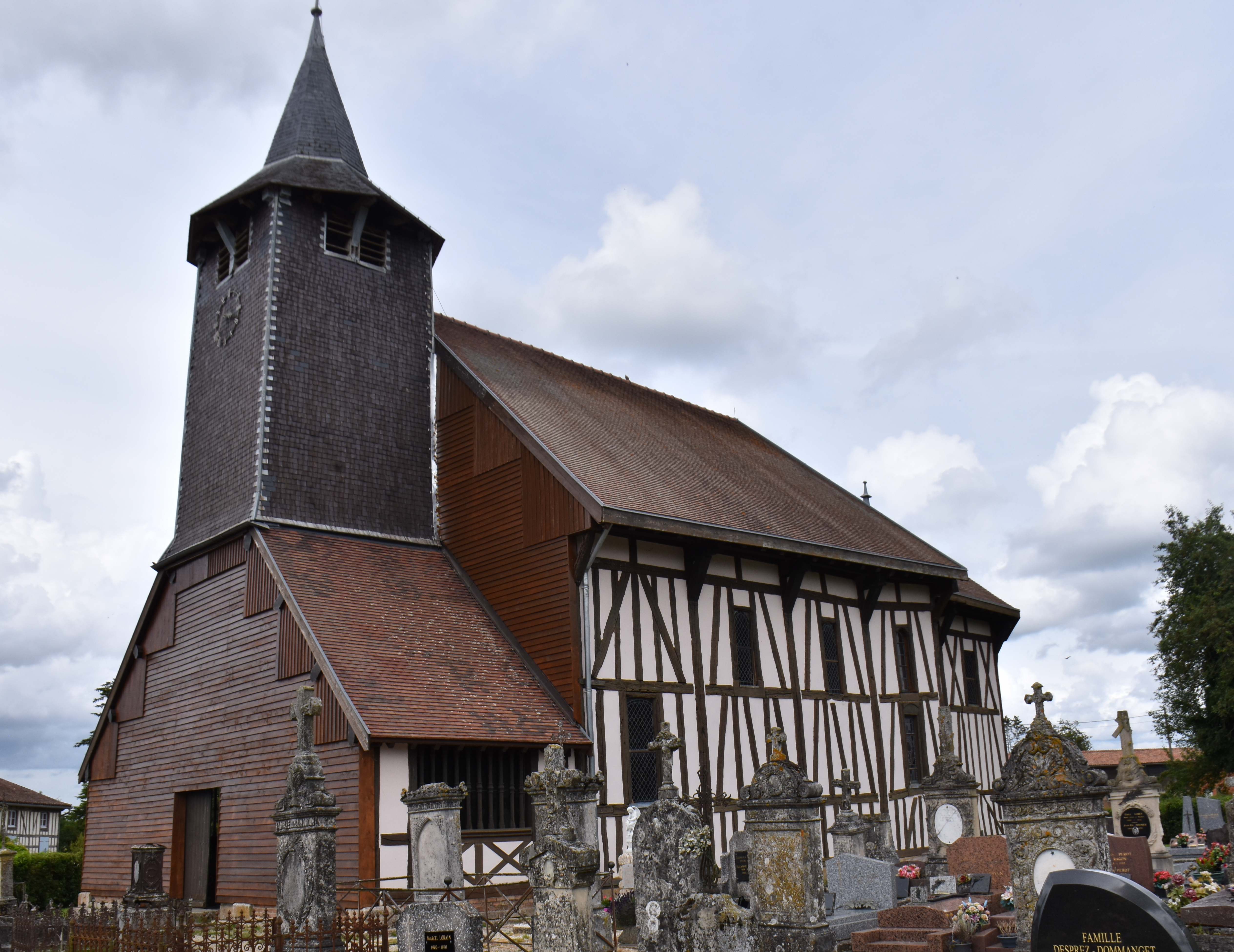
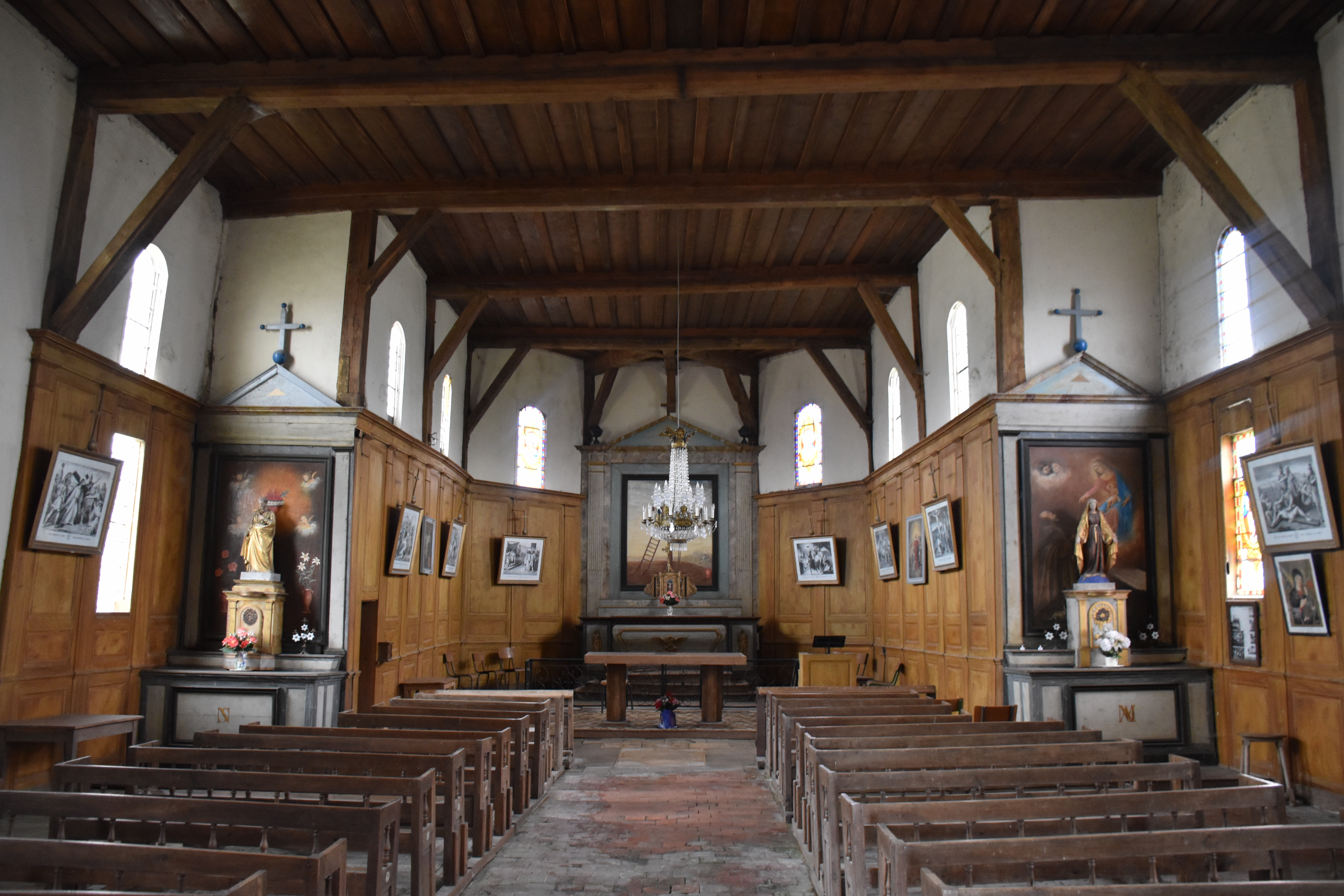
La nef.
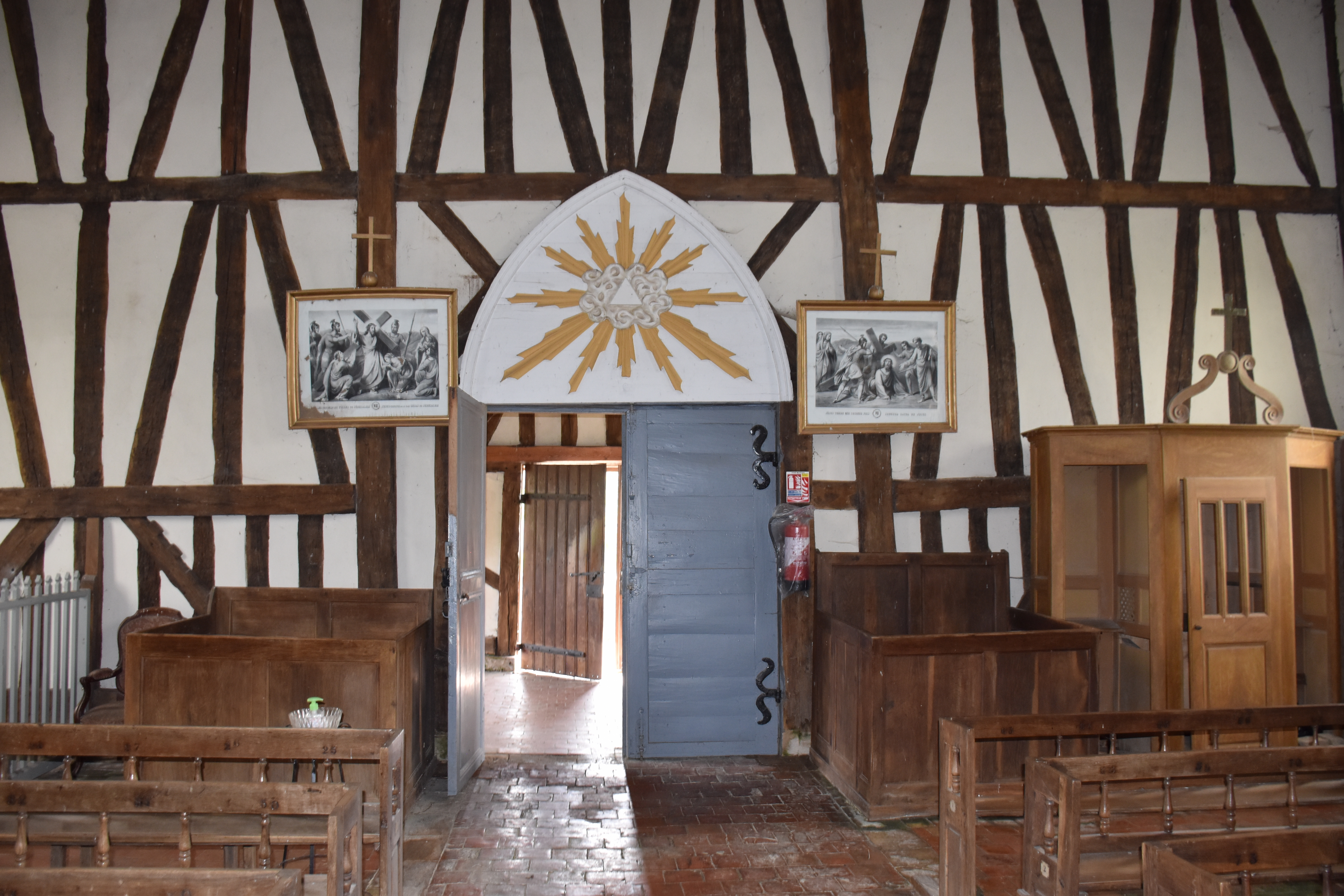
La nef côté porche.
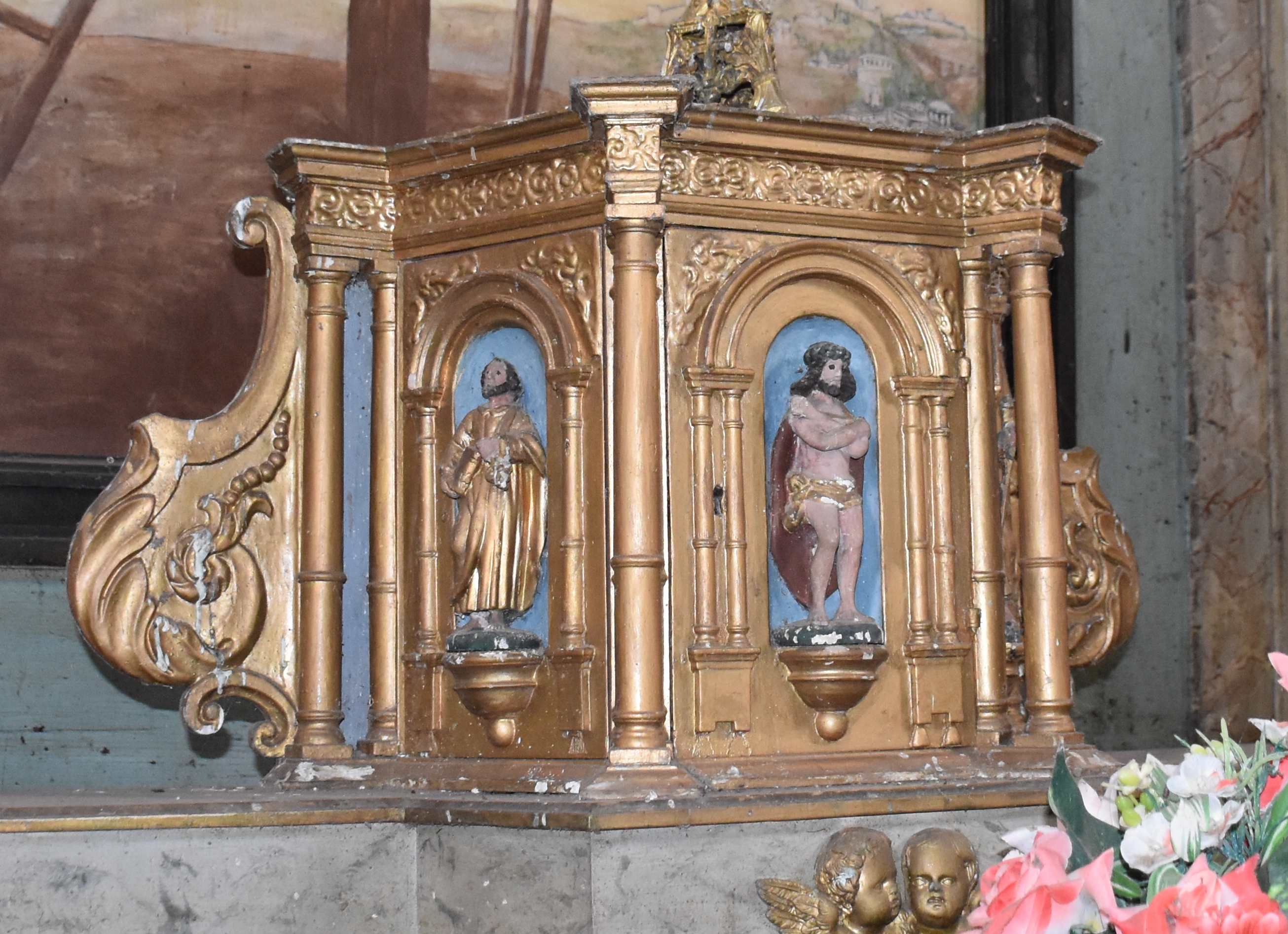
le tabernacle.
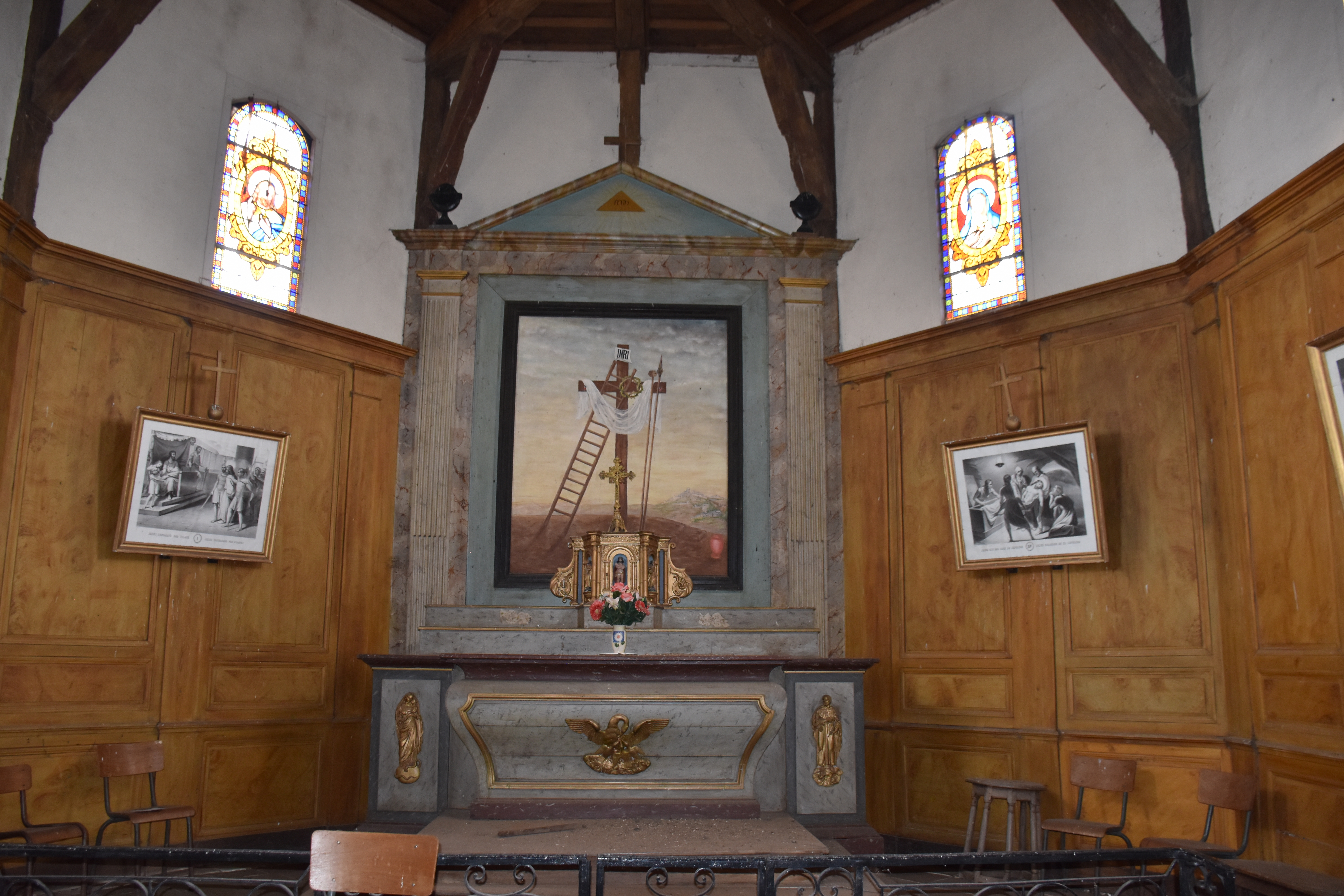
Le chœur.